# Czarny Ług
Czarny Ług (prononciation : [ˈt͡ʂarnɨ ˈwuk]) est un village polonais de la gmina de Jedlińsk dans le powiat de Radom de la voïvodie de Mazovie dans le centre-est de la Pologne.
Il se situe à environ 10 kilomètres au nord-est de Jedlińsk (siège de la gmina), 21 kilomètres au nord de Radom (siège de le powiat) et à 72 kilomètres au sud de Varsovie (capitale de la Pologne).
Le village compte approximativement une population de 120 habitants en 2006.

## Histoire
De 1975 à 1998, le village appartenait administrativement à la voïvodie de Radom.